# Whisker
Hlavní článek: Whisker (krystalografie)
Whisker (z angl.: knír, šlehač) je monokrystalické vlákno s vysokým poměrem délky k tloušťce.

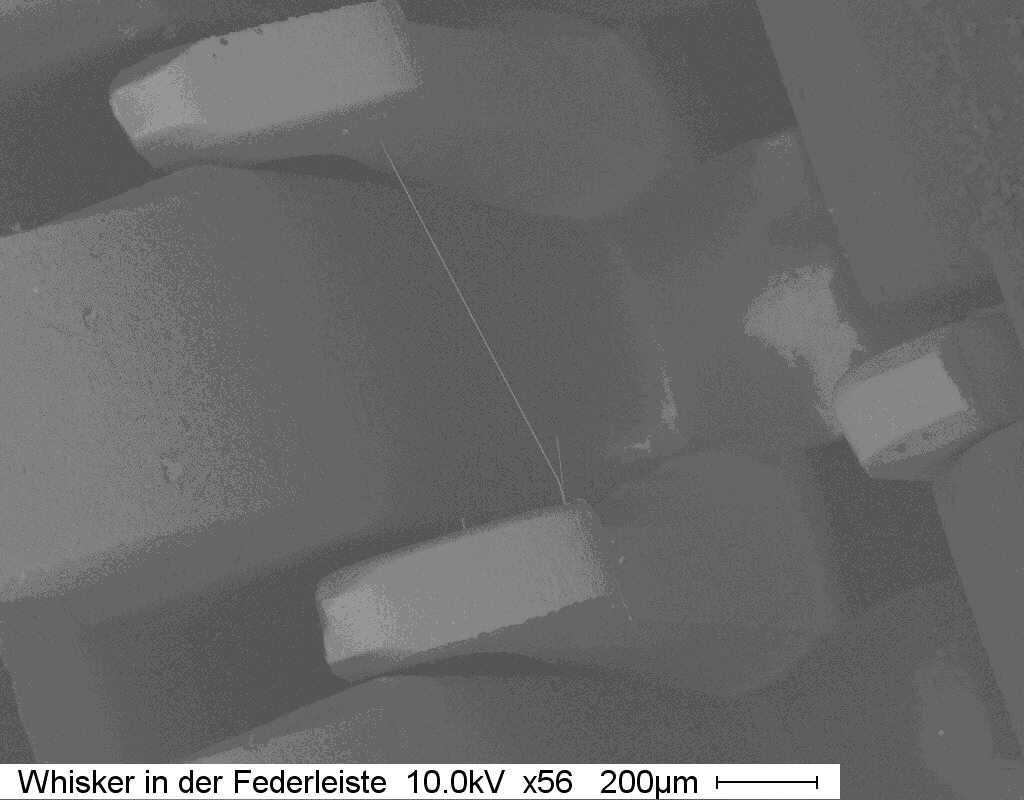
Whisker (cca 1 mm dlouhý) mezi bezolovnatými pozinkovanými kolíky

## Materiál pro whiskery a jejich použití
Jako základní materiál se pro whiskery nejčastěji používá grafit a karbid křemíku (SiC).
Whiskery se dosud používají výhradně jako výztuž do kompozitů.

## Výroba a vlastnosti whiskerů
Whiskery rostou z přesycených plynů, chemickým rozkladem sloučenin, elektrolýzou, z tavenin nebo z pevných těles. V mnoha případech je tvoření whiskerů realizovatelné jen s použitím katalyzátorů.

### Příklady výrobních postupů
- Whiskery z karbidu křemíku (SiC) získané technologií VLS (vapour-liquid-solid), která je výhodná v tom, že umožňuje optimální řízení procesu a stejnoměrné vlákno:

Na substrát v reaktoru se zavede krystalický katalyzátor, např. ocel. Při teplotě cca 1400 °C se katalyzátor taví a povrchovým napětím se z něj formuje kulička. Reaktorem se prohání plyn, který obsahuje směs vodíku s methanem a páru oxidu křemičitého (SiO2). Roztavená kapka se přesytí uhlíkem a křemíkem, což vede ke krystalizaci SiC na substrátu. Whisker roste, při čemž kapka katalyzátoru na jeho špičce zůstává.
Whiskery vyráběné v tomto reaktoru mají průměr 4–6 mikronů a jsou průměrně 10 mm dlouhé, s tažnou pevností 8,4 GPa a s E-modulem 581 GPa. Pevnost a pružnost je nejméně trojnásobná oproti obyčejným vláknům vyrobeným ze stejné sloučeniny.
- Podle jiné technologie se odlučuje whisker z karbidu křemíku reakcí vodíku z methyltrichlorosilanu (CH3SiCl3) na uhlíkový podklad při 1500 °C.
- Také kombinace chlorosilanu, oxidu uhličitého a methanu jako zárodek pro whisker z křemíku a uhlíku je možná.

- Z krevetových skořápek se dá kyselou hydrolýzou připravit α-chitin jako výchozí látka k výrobě whiskerů. Úspěšně byly zvlákněny whiskery s průměrnou délkou cca 0,5 mm a tloušťkou 31 nm.[2]

### Nežádoucí růst whiskerů
Na povrchu elektrotechnických součástek se mohou spontánně tvořit whiskery z cínu (tenčí než 1 mikron). Tyto monokrystaly rostou sice velmi pomalu, ale po několika letech může dojít u miniaturních kontaktů z toho důvodu ke zkratu.

### Vlastností a druhy vyráběných whiskerů
Následující tabulka obsahuje porovnání vlastností některých komerčně vyráběných whiskerů a vyztužujících vláken:
| Vlákno                    | Specif. hmotnost g/cm³ | Tažná pevnost GPa | Modul pružnosti GPa |
| Whiskery: Al2O3 (safír)   | 3,3                    | 20,0              | 310                 |
| SiC (karbid křemíku)      | 3,2                    | 17,2              | 690                 |
| grafit                    | 3,0                    | 19,0              | 700                 |
| ß-Si3N4                   | 3,2                    | 140,0             | 385                 |
| Vyztužující vlákna: Al2O3 | 4,0                    | 2,1–2,8           | 172–470             |
| SiC                       | 3,0                    | 2,55              | 400–600             |
| amorfní uhlík             | 1,6                    | 2,07              | 688                 |
| bavlna                    | 1,5                    | 0,35              | 1,1                 |
| PA 66                     | 1,14                   | 0,4–1,0           | 6–22                |

Whiskery mívají průměr (tloušťku) od 0,1 μm a délku do cca 20 mm. Poměr délky k průměru tak může dosáhnout až 10 000.
Tažná pevnost výchozí látky se u whiskerů využívá až k absolutnímu maximu (viz např. údaje u SiC).
Lomová houževnatost whiskerů je zpravidla podstatně vyšší než u polykrystalinových vláken ze stejného materiálu. Např. kompozity s matricí vyztuženou 5 % whiskerů Si3N4 mají více než dvojnásobnou houževnatost (8,8 ku 4) oproti matricím s výztuží z vláken Si3N4.
Elektrická vodivost u grafitových whiskerů je 1,5 x 106 S/m oproti 1,4 x 105 S/m u uhlíkových vláken.
| Materiál                | Chemické složení | Průměr µm | Délka µm   |
| karbid křemíku          | SiC              | 0,3–1,4   | 5–30       |
| nitrid křemíku          | Si3N4            | 0,1–1     | 1–200      |
| boritan hlinitý (safír) | Al2O3.B2O3       | 0,5–1     | 10–30      |
| sádra                   | CaSO4            | 1–4       | 200–300    |
| oxid měďnatý            | CuO              | 0,1–0,5   | 10–30      |
| mullit                  | 3Al2O3. 2SiO2    | 0,5–1     | 7,5–20     |
| titaničan draselný      | K2Ti6O13         | 0,2–1     | 20–80      |
| oxid hořečnatý          | MgO              | 0,5–5     | 200–20 000 |
| hydroxid hořečnatý      | Mg(OH)2          | 0,01–     | 5–10 000   |

## Škodlivost whiskerů
Protože whiskery jsou velmi tenké a lehké, mohou se snadno vdechovat a na plících se neodbourávají. Platí proto za rakovinotvorné, zdravotní riziko je podobné jako u azbestových vláken. Zpracování je možné jen při nákladných ochranných opatřeních.